# Maschane costipunctata
Maschane costipunctata är en fjärilsart som beskrevs av Rothschild 1917. Maschane costipunctata ingår i släktet Maschane och familjen tandspinnare. Inga underarter finns listade i Catalogue of Life.